# Fauja Singh
Fauja Singh (Jalandar, 1 de abril de 1911 – Jalandar, 14 de julho de 2025) foi um maratonista e supercentenário indiano naturalizado britânico. Em outubro de 2011, ele tornou-se o primeiro centenário a competir numa maratona.

## Vida
Na época de seu nascimento na província de Punjab, na Índia britânica, as certidões de nascimento normalmente não eram emitidas, então sua idade não podia ser verificada por terceiros. Mais tarde na vida, ele se tornou um maratonista, participando de maratonas em todo o mundo. A primeira vez que ele participou de uma maratona, tinha 89 anos. Ele bateu vários recordes mundiais em várias faixas etárias, mas nenhum de seus tempos foi ratificado como recorde. Seu melhor tempo pessoal para a Maratona de Londres (2003) foi de 6h02 e seu melhor tempo na maratona, reivindicado para a faixa etária de mais de 90 anos, foi de 5h40 na idade reivindicada de 92 anos, na Maratona de Toronto Waterfront de 2003.

## Morte
Singh morreu após ser atropelado por um veículo enquanto atravessava a estrada em sua aldeia natal de Beas Pind, Jalandar, em 14 de julho de 2025. Na época de sua morte, ele alegava ter 114 anos.

## Controvérsias

### Eleições em Punjab de 2012
Singh participou de um comício eleitoral na vila de Kukranwala, sob a circunscrição de Raja Sansi (perto de Amritsar), em apoio ao candidato do Partido do Povo de Punjab, onde foi relatado que ele teria declarado seu apoio ao partido. No entanto, o partido foi criticado por sikhs da cidade pelo “uso indevido de Fauja Singh para fins políticos” e por ter “abusado da vulnerabilidade de um homem idoso para seus próprios interesses”.

### Verificação de idade
O Guinness World Records recusou incluir Singh em seu livro de recordes porque ele não pôde apresentar sua certidão de nascimento para comprovar sua idade. Certidões de nascimento não eram normalmente emitidas nas vilas da Índia na época, e Singh tentou comprovar sua idade com seu passaporte britânico, que registrava sua data de nascimento como 1º de abril de 1911.